# 加蒂水庫
52°59′27.77″N 25°40′51.68″E / 52.9910472°N 25.6810222°E
加蒂水庫是白俄羅斯的水庫，距離巴拉諾維奇22公里，由布列斯特州負責管轄，長3.1公里、寬0.7公里，面積1.3平方公里，集水區面積249平方公里，始建於1930年，最大水深4.7米。